# 슐레스비히홀슈타인의 주총리
슐레스비히홀슈타인의 주총리는 슐레스비히홀슈타인 주정부의 행정 사무를 총괄하는 직위이다. 지금까지 기민련 소속이 10명, 사민당 소속이 5명이었다. 현재 주총리는 기민련 소속인 다니엘 귄터이다.

## 목록
| 대수        | 대수 | 이름 (출생~사망) | 이름 (출생~사망)             | 소속   | 재임 기간       | 재임 기간       | 선거        |
| ----------- | ---- | ---------------- | ---------------------------- | ------ | --------------- | --------------- | ----------- |
|             | 1    |                  | 테오도어 슈텔처 (1885~1967)  | 기민련 | 1946년 9월 12일 | 1947년 4월 29일 | 임명        |
|             | 2    |                  | 헤르만 뤼데만 (1880~1959)    | 사민당 | 1947년 4월 29일 | 1949년 8월 29일 | 1947년 선거 |
|             | 3    |                  | 브루노 디크만 (1897~1982)    | 사민당 | 1949년 8월 29일 | 1950년 9월 5일  | 1947년 선거 |
|             | 4    |                  | 발터 바트람 (1893~1971)      | 기민련 | 1950년 9월 5일  | 1951년 6월 25일 | 1950년 선거 |
|             | 12   |                  | 페터 해리 카르스텐센 (1947~) | 기민련 | 2005년 4월 27일 | 2012년 6월 12일 | 2005년 선거 |
| 2009년 선거 | 12   |                  | 페터 해리 카르스텐센 (1947~) | 기민련 | 2005년 4월 27일 | 2012년 6월 12일 |             |
|             | 13   |                  | 토르스텐 알비히 (1963~)      | 사민당 | 2012년 6월 12일 | 2017년 6월 28일 | 2012년 선거 |
|             | 14   |                  | 다니엘 귄터 (1973~)          | 기민련 | 2017년 6월 28일 | 현직            | 2017년 선거 |

## 같이 보기
- 슐레스비히홀슈타인주